# Faro de Garrucha
El faro de Garrucha es un faro situado en la ciudad de Garrucha, en la provincia de Almería, en Andalucía, España. Está gestionado por la Autoridad Portuaria de Almería.

## Historia
El nuevo faro, destinado a sustituir el ya existente en la cercana Villaricos, se proyectó en 1879, y fue encendido por primera vez en la noche del 28 de noviembre de 1881, aunque existió mientras tanto una instalación provisional en el castillo de Jesús Nazareno en 1880. El motivo de este traslado fue el aumento en el tráfico marítimo de este puerto auspiciado por el auge en la minería de Sierra Almagrera. En 1925 se estrenó la red eléctrica en el faro. Durante la guerra civil española detuvo su funcionamiento para dificultar la navegación nocturna a posibles atacantes. Lució por última vez la noche del 21 al 22 de septiembre de 2021, debido a que la iluminación urbana circundante lo convertía en obsoleto, por lo que fe sustituido por un nuevo faro en Mojácar. El edificio sigue en pie y se le está buscando un nuevo uso para un futuro próximo.

## Descripción
Este faro sustituyó a otro anterior ubicado en Villaricos del que se tomaron diversos materiales, además de la propia linterna. Se trata de un edificio sencillo, de un nivel y con cubierta plana, que incorporaba, adosada a su fachada trasera, una torre cilíndrica en la que se ubicó originalmente un proyector Sautter de luz blanca fija y con un alcance de nueve millas. En 1919 se modernizó y se modificó su característica a cuatro ocultaciones cada quince segundos. Su altura focal es de 19 metros.